# Historia ecclesiastica gentis Anglorum
Historia ecclesiastica gentis Anglorum eller Anglerfolkets kirkelige historie (engelsk: Historia ecclesiastica gentis Anglorum) er en tekst skrevet af Beda omkring år 731, der beretter om de kristne kirkers historie i England og England generelt. Dets primære fokus er konflikten mellem præ-skismatiske romerske rite og keltisk kristendom. Den blev skrevet på latin, og menes at være blevet færdiggjort i 731, da Beda var omkring 59 år gammel. Den bliver betragtet som en af de vigtigste originale referencer til angelsaksernes historie, og den har spillet en vigtig rolle i udviklingen af en engelsk nationalidentitet.
| Sprog og litteratur | Spire Denne artikel om litteratur er en spire som bør udbygges. Du er velkommen til at hjælpe Wikipedia ved at udvide den. |

| Historie | Spire Denne historieartikel er en spire som bør udbygges. Du er velkommen til at hjælpe Wikipedia ved at udvide den. |